# 地狐
地狐（ちこ）は、密教および日本の伝承における霊獣ないし妖狐。日本では狐が霊力を得たものであると考えられている。

## 概要
密教では、三類形（さんるいぎょう）と称して、天狐・地狐・人形（人狐〈にんこ〉とも）という3つを使用する修法・まじないが説かれており、地狐の名称が見られる。地狐として描かれる絵は野干（やかん＝狐）であると『秘蔵金宝抄』（12世紀）などに記されているが、13世紀頃には『実帰抄』、『白宝抄』などでこの三類形に描かれる天狐・地狐・人形そのものが「三毒」のしるしであり、災い・障礙神を示すものであると説かれるようにもなった。
荼枳尼天に関する文献には、辰狐王（荼枳尼天）の眷属たちとして、五つの方角に配された神名（東方青帝地狐木神御子・南方赤帝地狐火神御子・西方白帝地狐金神御子・北方黒帝地狐水神御子・中央黄帝地狐土神御子）に地狐の名称が見られる。
江戸時代の日本では、地狐は狐の階級の一つの名称としても挙げられていた。奇談集『兎園小説拾遺』では、天狐・空狐・白狐・地狐・阿紫霊の順で挙げられており、地狐は100歳から500歳くらいまでの狐がなるものであると説かれている。

## 民間伝承
長崎県の小値賀島では「ジコー」という人間に取り憑く妖怪が語られていた。この呼称は天狐・地狐に由来している。